# Human Speechome Project
El Human Speechome Project (nombre dado porque rima con "genoma"), es un esfuerzo para observar de cerca y modelar la adquisición del lenguaje de un niño durante los tres primeros años de vida.

## El proyecto
El proyecto se llevó a cabo en el Laboratorio de Medios del Instituto Tecnológico de Massachusetts (MIT) por el profesor asociado Deb Roy, con una amplia gama de tecnología utilizada para observar discreta pero exhaustivamente a un solo niño - su propio hijo - para crear modelos computacionales basándose en los resultados, y así tener una mayor comprensión del proceso de adquisición del lenguaje.
La mayoría de los estudios sobre la adquisición del lenguaje humano en los niños, se han hecho en el laboratorio y con frecuencias de muestreo de solo un par de horas a la semana. La necesidad de estudios en un ambiente más natural como la propia casa del niño, y con una frecuencia de muestreo mucho más alta, que se acerque la vivencia completa del niño, llevó al desarrollo de este concepto de proyecto.

"Así como el Proyecto del Genoma Humano ilumina el código genético innato que nos forma, el proyecto Speechome es un primer paso importante hacia la creación de un mapa de cómo las formas el ambiente de desarrollo humano y el aprendizaje".
Frank Moss, director de Media Lab 

Una red digital consistente en once cámaras de vídeo, catorce micrófonos, y una gran variedad de hardware de captura de datos se instaló en la casa del sujeto. Los datos de los equipos se trasladaban manualmente al campus del MIT según sea necesario para su almacenamiento en una instalación de un millón de gigabytes (un petabyte).
Para proporcionar el control del sistema de observación a los ocupantes de la casa, se montaron ocho pantallas táctiles en las paredes de toda la casa para permitir la parada y arranque o vídeo y grabación de audio, y también borrar cualquier número de minutos de forma permanente desde el sistema. La grabación de audio se apagaba por la noche después de que el niño se encontraba dormido.
Se recogieron datos a una velocidad promedio de 200 gigabytes por día, lo que exige el desarrollo de sofisticadas herramientas de acopio de datos para reducir los esfuerzos de análisis a un nivel manejable.